# Berberis centiflora
Berberis centiflora là một loài thực vật có hoa trong họ Hoàng mộc. Loài này được Diels mô tả khoa học đầu tiên năm 1912.